# Casa Redonda

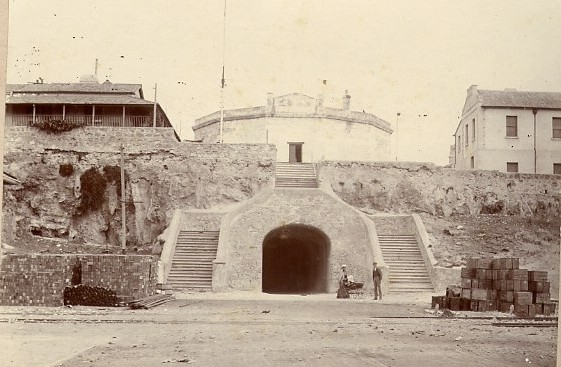
La Casa Redonda a finales del

La Casa Redonda (Round House por su nombre en inglés) es el edificio más antiguo existente en Australia Occidental. Se localiza en Arthur Head, Fremantle y fue diseñada por Henrio Reveley. Construida en 1830, fue el primer edificio de la Colonia Del Río Swan.
Edificado como prisión, tenía ocho celdas y una residencia para el carcelero, que se ubicaba en el patio central. El diseño se basaba en el Panopticon, un tipo de prisión ideado por el filósofo Jeremy Bentham. Fue utilizada para presos coloniales y presos indígenas hasta 1886, cuando el control carcelario fue transferido a la colonia (ahora era conocida como la prisión Fremantle). 
Después de esto, la casa redonda fue reducida, y utilizada como cárcel de la policía hasta 1900, cuando se convirtió en la residencia del comandante en jefe de la policía y de su familia. 
El consejo de la ciudad de Fremantle asumió la propiedad de la Casa Redonda en 1982, y fue abierta al público poco tiempo después como atracción histórico-turística.